# Guillermo Hainaut
Guillermo Hainaut né le 8 juin 2002, est un joueur belge de hockey sur gazon. Il évolue à Uccle Sport et avec l'équipe nationale belge.

## Carrière
Il a fait ses débuts en équipe première le 20 mai 2022 contre l'Espagne à la 3e saison de la Ligue professionnelle (2021-2022).

## Palmarès
- : 2e à la Ligue professionnelle 2021-2022.